# Бриџет Џоунс: На ивици разума
Бриџет Џоунс: На ивици разума (енгл. Bridget Jones: The Edge of Reason) британска је романтична комедија из 2004. у режији Бибан Кидрон. Темељи се на истоименом роману ауторке Хелен Филдинг из 1999. Наставак је филма Дневник Бриџет Џоунс (2001). Главне улоге тумаче Рене Зелвегер, Хју Грант и Колин Ферт.
Премијера је приказана 28. октобра 2004. у Сиднеју. Упркос углавном негативним рецензијама критичара, остварио је комерцијални успех зарадивши преко 265 милиона долара у односу на буџет од 40—50 милиона долара. Зелвегер је била номинована за Златни глобус за најбољу главну глумицу у играном филму (мјузикл или комедија).
Наставак, Беба Бриџет Џоунс, приказан је 2016.

## Радња
Бриџет Џоунс је искрена, природна, спонтана, пуна духа и топлине, животне радости, осим када упада у краткотрајне депресије. Међутим, њена веза са Марком је упала у проблеме. Осим шокантног сазнања да он гласа за конзервативце, Бриџет мора да се носи и са заносном Ребеком која је бацила око на Марка, а и Данијелом Кливером, који се изненада поновно појављује. На све то, успева да себи приреди најгоре путовање у животу. Следи читав низ ситуација на ивици памети: скакање падобраном, скијање, пут у Тајланд, дрога, затвор, туча, добронамерни, али лоши савети пријатеља, досадни захтеви родитеља.

## Улоге
| Глумац        | Улога          |
| ------------- | -------------- |
| Рене Зелвегер | Бриџет Џоунс   |
| Хју Грант     | Данијел Кливер |
| Колин Ферт    | Марк Дарси     |
| Џим Бродбент  | Колин Џоунс    |
| Џема Џоунс    | Памела Џоунс   |
| Џасинда Барет | Ребека Гилис   |